# 도쿄 디즈니랜드 호텔

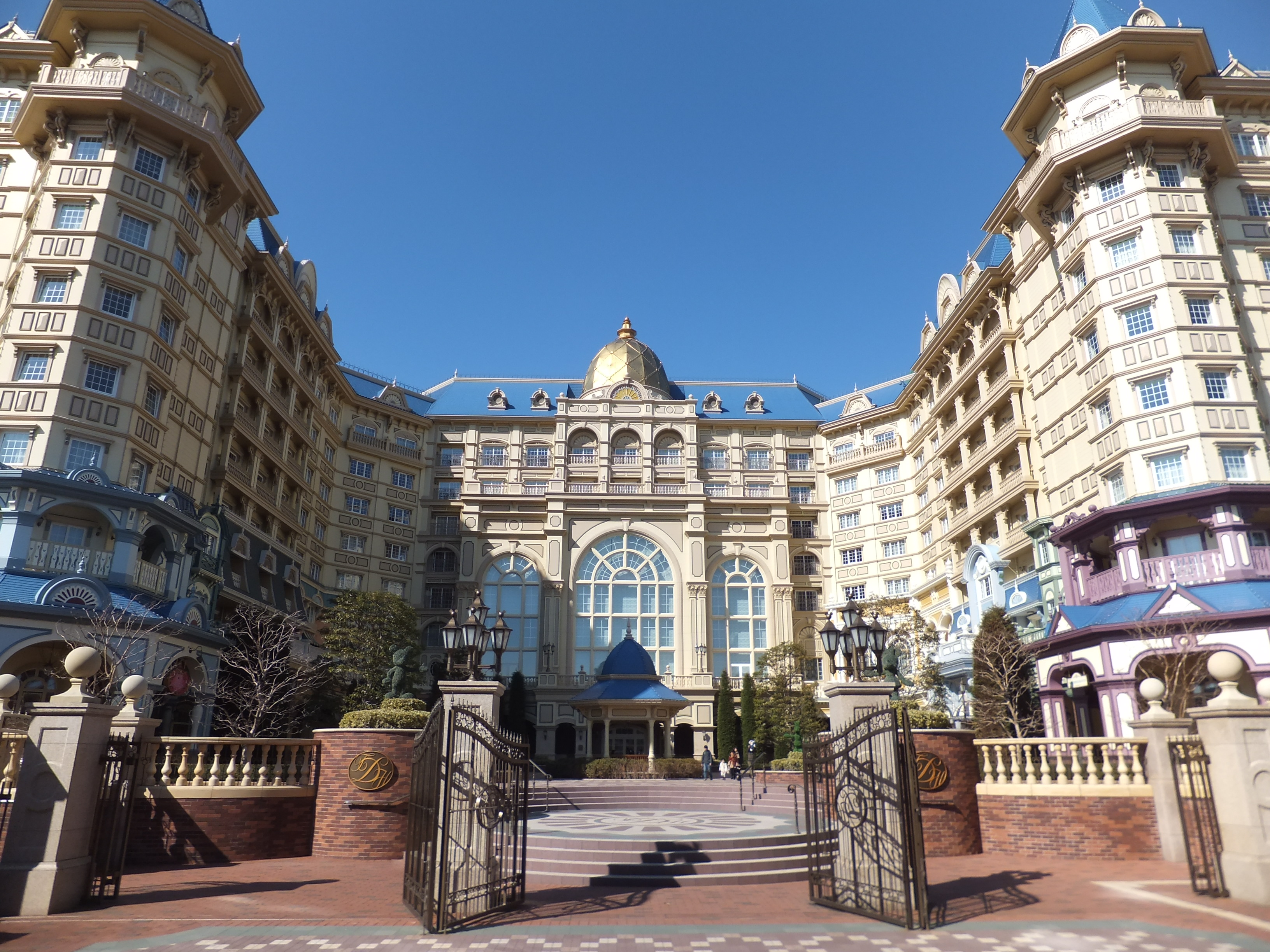
도쿄 디즈니랜드 호텔

도쿄 디즈니랜드 호텔(일본어: 東京ディズニーランドホテル 도쿄 디즈니란도 호테루[*], 영어: Tokyo Disneyland Hotel)은 일본 지바현 우라야스시에 있는 도쿄 디즈니 리조트에 있는 호텔이다.